# Ріші Сунак
Рі́ші Су́нак (англ. Rishi Sunak, нар. 12 травня 1980, Саутгемптон, Гемпшир) — британський політик, лідер Консервативної партії 24 жовтня 2022 до 2 листопада 2024 року, Прем'єр-міністр Великої Британії з 25 жовтня 2022 до 5 липня 2024 року. Канцлер скарбниці з 13 лютого 2020 до 5 липня 2022 року. Член Консервативної партії, раніше був головним секретарем скарбниці з липня 2019 року до лютого 2020 року. Депутат парламенту від округу Річмонд (Йоркс) у Північному Йоркширі з 2015 року.
У липні 2022 року він балотувався на виборах керівництва Консервативної партії, щоб замінити Джонсона, проте програв голосування членів партії Ліз Трасс. Після відставки Трасс на тлі урядової та економічної кризи Сунак переміг на виборах керівництва Консервативної партії у жовтні 2022 року. Він став першим кольоровим прем'єр-міністром у Сполученому Королівстві, а також наймолодшим з 1812 року.

## Життєпис
Сунак народився 12 травня 1980 року в Саутгемптоні в родині пенджабського походження, яка емігрувала у Британію зі Східної Африки. Здобув освіту у Вінчестерському коледжі. Вивчав філософію, політику та економіку в коледжі Лінкольна (Оксфорд), а згодом здобув ступінь магістра бізнес-адміністрування у Стенфордському університеті як стипендіат Фулбрайта. Навчаючись у Стенфорді, він познайомився зі своєю майбутньою дружиною Акшатою Мурті, дочкою індійського бізнесмена-мільярдера Н. Р. Нараяни Мерті. Закінчивши навчання, працював у «Goldman Sachs», а згодом партнером у фірмах гедж-фондів «The Children's Investment Fund Management» та «Theleme Partners».
Подав у відставку з посади Канцлера скарбниці 5 липня 2022 року, заявивши, що британське суспільство очікує від уряду «правильної, компетентної й серйозної роботи», а його погляди з прем'єр-міністром Борисом Джонсоном «занадто різняться». Водночас подав у відставку й Саджид Джавід, міністр охорони здоров'я. Хвилю відставок спричинив скандал через призначення Борисом Джонсоном на посаду заступника «головного батога» Кріса Пінчера, звинуваченого в тому, що він п'яним домагався двох чоловіків у клубі в центрі Лондона. Новим Канцлером скарбниці призначили Надхіма Захаві.
Після відставки Бориса Джонсона з посади прем'єр-міністра Великої Британії та голови Консервативної партії став одним із восьми кандидатів на виборах голови Консервативної партії. За підсумками останнього парламентського голосування вийшов до фінального раунду з Ліз Трасс.
5 вересня 2022 було оголошено, що Ліз Трасс перемогла свого опонента Ріші Сунака в перегонах за лідерство консерваторів, здобувши 81 326 голосів проти 60 399.

## Канцлер скарбниці

### Призначення
За кілька тижнів до призначення Сунака канцлером скарбниці, брифінги припускали, що може бути створено нове міністерство економіки на чолі з Сунаком, щоб зменшити владу та вплив канцлера Джавіда в казначействі. Сунака вважали лояльним Джонсону, йому віддавав перевагу головний радник Джонсона Домінік Каммінгс, і його вважали «висхідною зіркою», яка вміло представляла Джонсона під час виборчих дебатів 2019 року. У лютому 2020 року The Guardian повідомила, що Джавід залишиться на посаді канцлера, а Сунак залишиться головним секретарем скарбниці, щоб Каммінгс міг «стежити» за Джавідом.

### Рівність ЛГБТ+
Сунак сказав, що «я хочу, щоб ця країна була найбезпечнішою та найкращою у світі для ЛГБТ+», а коли його запитали про «проблему трансфобії, що зростає» в його партії, сказав, що «упередження щодо транс-людей є неправильним. Консервативна партія — це відкрита, привітна сім'я для кожного в суспільстві, незалежно від того, ким вони є, та незалежно від їхнього походження». Тим не менш, PinkNews розкритикували його за історію коментарів проти транссексуалів.

### Відставка
5 липня 2022 року Сунак пішов у відставку з посади канцлера відразу після того, як Саджид Джавід пішов у відставку з посади міністра охорони здоров'я, на тлі суперечок навколо звинувачень у сексуальних домаганнях проти члена парламенту Кріса Пінчера. У своїй заяві про відставку Сунак сказав: «Громадськість справедливо очікує, що уряд буде здійснюватися належним чином, компетентно та серйозно. Я визнаю, що це може бути моя остання посада міністра, але я вважаю, що ці стандарти варті того, щоб за них боротися, і тому я іду у відставку… Готуючись до запропонованої нами спільної промови про економіку наступного тижня, я зрозумів, що наші підходи принципово відрізняються». Після подальших відставок Джонсон пішов у відставку з посади лідера Консервативної партії 7 липня.

## Вибори голови Консервативної партії

### Вибори голови Консервативної партії (липень, 2022)

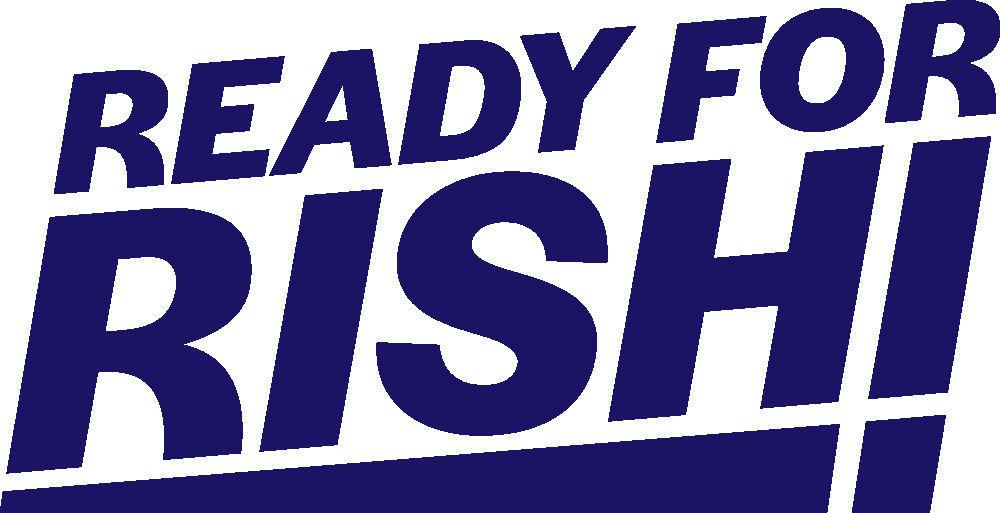
Логотип заявки Сунака на лідерство

8 липня 2022 року Сунак висунув свою кандидатуру на виборах керівництва Консервативної партії, щоб замінити Джонсона. Сунак розпочав свою кампанію у відео, розміщеному в соціальних мережах, написавши, що він «відновить довіру, відновить економіку та возз'єднає країну». Він заявив, що його цінностями були «патріотизм, справедливість та працьовитість». Домен readyforrishi.com був вперше зареєстрований у Go Daddy 23 грудня 2021, а ready4rishi.com — 6 липня 2022, через два дні після відставки Сунака з посади канцлера. Перший домен діє як перенаправлення на другий. Консервативні політики, які підтримували Джонсона, розкритикували Сунака за те, що він «очолив звинувачення у поваленні прем'єр-міністра», а ключовий союзник Джонсона Джейкоб Ріс-Могг назвав його «найвищим податковим канцлером».
Сунак та міністр закордонних справ Ліз Трасс стали двома останніми кандидатами у конкурсі 20 липня, які були висунуті для остаточного голосування для обрання лідера. Проте серед депутатів він здобув найбільшу кількість голосів, Сунак здобув 137 голосів проти 113 у Трасс у фінальному турі. У голосуванні усіх членів партії Трасс здобула 57,4 % голосів, що зробило її новим лідером Консервативної партії.
Обіцянки Сунака під час кампанії включали зниження податків лише тоді, коли інфляція перебуває під контролем, скасування ставки ПДВ у розмірі 5 % на побутову енергію на один рік, запровадження тимчасового штрафу у розмірі 10 фунтів стерлінгів для пацієнтів, які не відвідують прийоми у лікарів загальної практики та обмеження кількості біженців.
Під час кампанії в липні 2022 року з'явився уривок з документального фільму BBC 2001 «Середні класи: їх зростання і розростання», в якому він зауважив: «У мене є друзі-аристократи, у мене є друзі з вищого класу, у мене є друзі які, ви знаєте, робітничий клас, але… ну, не робітничий клас». Сунак прокоментував кліп: «Ми всі говоримо дурниці, коли ми молодші». Відео, на якому Сунак виступає перед аудиторією в Танбрідж-Веллсі (Кент), з'явилося в серпні 2022 року. Під час цього виступу він сказав, що змінив формули фінансування, які «впихають» гроші в «неблагополучні міські райони», «щоб переконатися, що такі райони отримують фінансування, на яке вони заслуговують». Сунак відповів, що він хотів «підвищити рівень скрізь», а не лише допомагати «дуже великим міським кварталам». Після перемоги Ліз Трасс на виборах керівництва Консервативної партії в 2022 Сунак повернувся на «задній план».

### Вибори голови Консервативної партії (жовтень, 2022)
Після відставки Ліз Трасс 20 жовтня 2022 року Сунак вважався можливим претендентом на участь у пришвидшеному конкурсі на лідерство разом із Пенні Мордонт та Борисом Джонсоном, який пішов з посади прем'єр-міністра до призначення Ліз Трасс. 22 жовтня стало відомо, що Сунак мав необхідну кількість прихильників — 100 членів Палати громад — для участі в голосуванні 24 жовтня. Тобіас Еллвуд написав у Твіттері, що він «удостоївся честі бути сотим депутатом-консерватором, який підтримав #Ready4Rishi». Загальна кількість депутатів, які публічно заявили про свою підтримку, у другій половині дня 22 жовтня перевищила 100 осіб. 23 жовтня Сунак заявив, що балотуватиметься на виборах.
Сунака підтримали кілька членів кабінету міністрів і відомі члени партії, такі як лорд Фрост, Кемі Баденок, Надхім Захаві, Саджид Джавід, Джеремі Гант, Том Тугендхат, Суелла Браверман, Майкл Гоув та Домінік Рааб.

## Прем'єр-міністр Сполученого Королівства

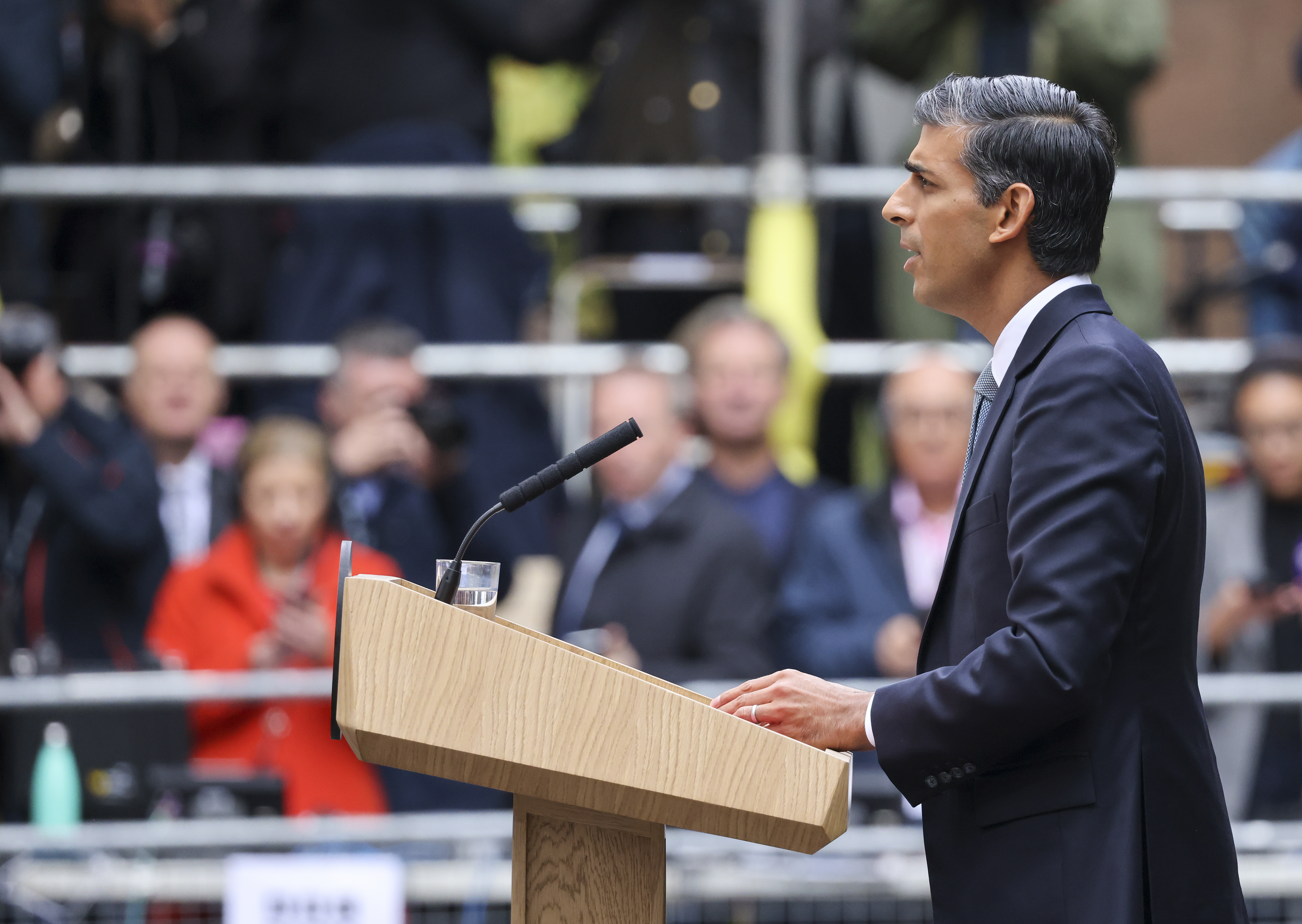
Сунак виголошує свою першу промову як прем'єр-міністр біля Даунінг-стріт 10

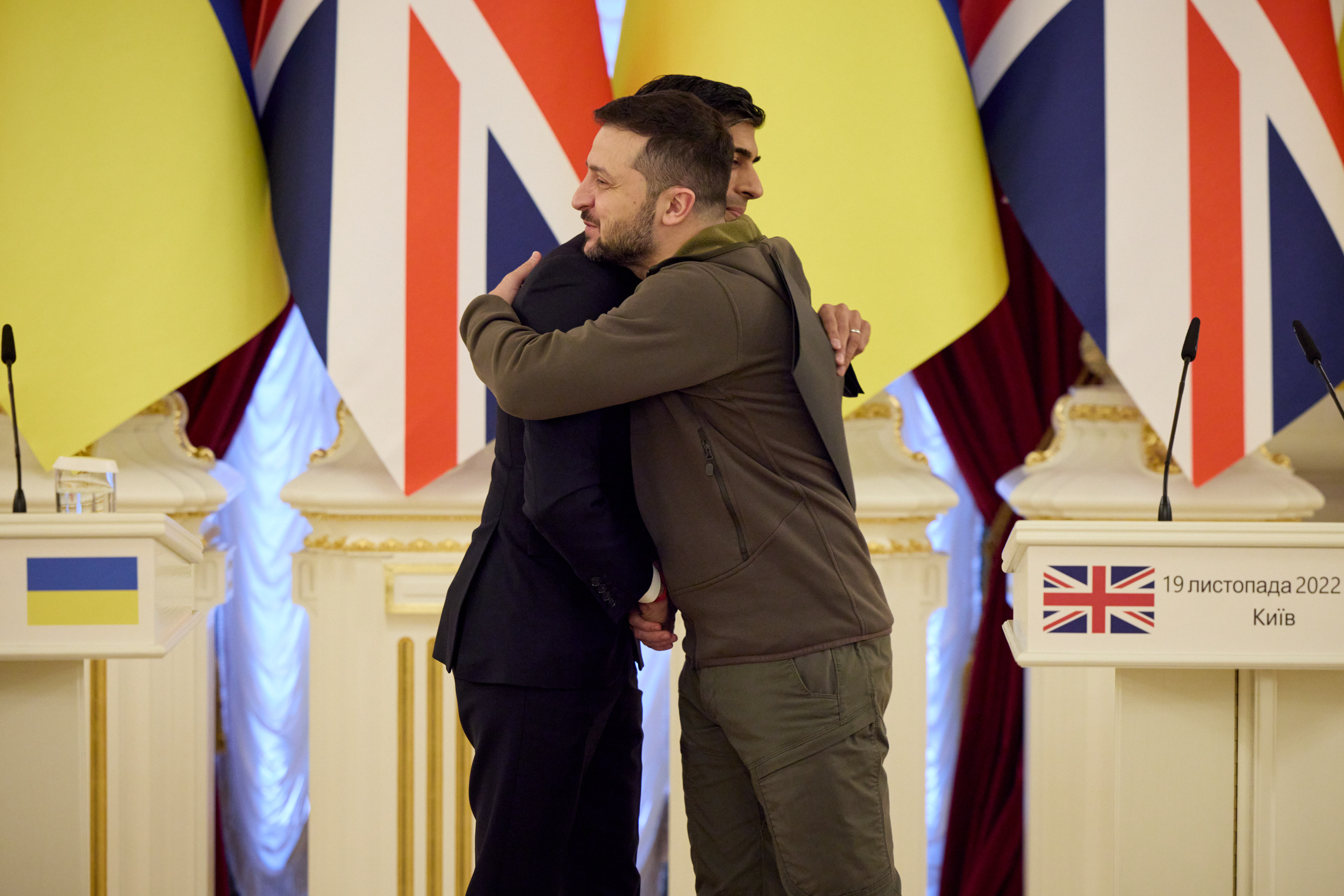
Зеленський та Ріші Сунак у Києві. 19 листопада 2022

25 жовтня, через день після того, як він став лідером Консервативної партії, Сунак був призначений Прем'єр-міністром Сполученого Королівства королем Чарльзом III, що зробило його першим кольоровим прем'єр-міністром у Сполученому Королівстві, а також першим прем'єр-міністром, який сповідує віру, відмінну від християнства. Він також став наймолодшим прем'єр-міністром після Роберта Бенкса Ліверпула Дженкінсона.

### Уряд
Сунак почав призначення свого уряду 25 жовтня 2022 року. Джеремі Гант зберіг свою посаду канцлера скарбниці, яку він обіймав під час керування урядом Ліз Трасс, після звільнення Квасі Квартенґа 14 жовтня. Домінік Рааб також був повторно призначений заступником прем'єр-міністра та міністром юстиції, посаду, яку він обіймав під час прем'єрства Бориса Джонсона. Джеймс Клеверлі залишився міністром закордонних справ, а Суелла Браверман повернулася на посаду міністра внутрішніх справ, з цієї посади вона раніше пішла у відставку під час правління Трасс. Бен Воллес залишився державним секретарем оборони, посаду, яку він обіймав раніше в урядах Джонсона та Трасс. Майкл Гоув повернувся як міністр з підвищення рівня, на посаду, з якої він був звільнений Джонсоном, а Грант Шеппс був понижений на посаді,  з міністра внутрішніх справ до державного секретаря з питань бізнесу, енергетики та промислової стратегії. Пенні Мордонт залишилася лідером Палати громад, на посаді яку вона здобула в уряді Трасс.

### Зовнішня політика

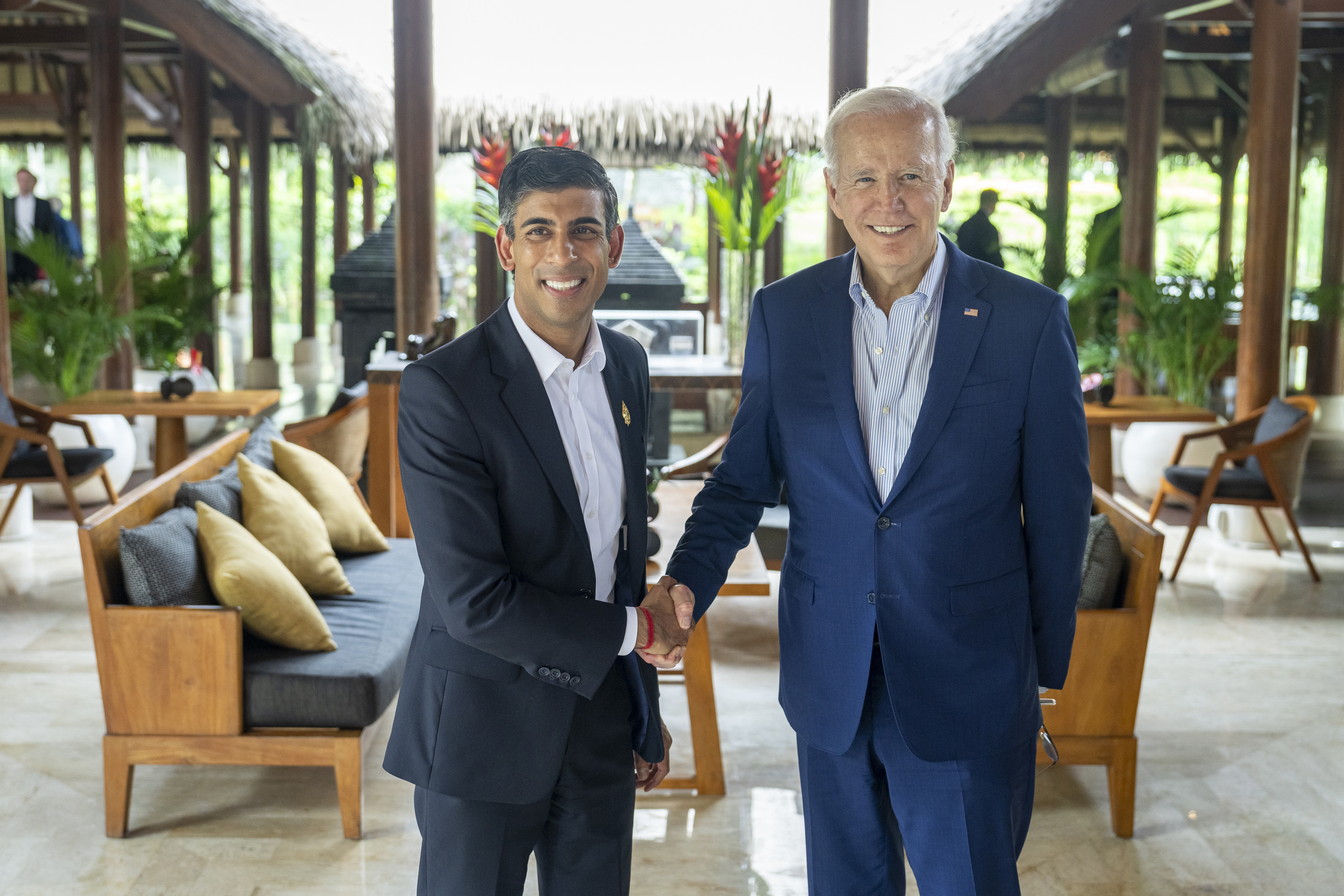
Сунак з президентом США Джо Байденом у листопаді 2022

Після ракетного удару по Польщі 2022 року Сунак зустрівся з президентом США Джо Байденом та виступив з промовою. Пізніше він зустрівся з Президентом України Володимиром Зеленським під час його першого візиту до Києва та пообіцяв надати Україні допомогу у розмірі 50 мільйонів фунтів стерлінгів.
14 січня 2023 року Ріші Сунак офіційно оголосив про те, що надасть Україні танки «Challanger 2», а також додаткові артилерійські системи. Того ж дня Сунак обговорив із Зеленським рішення інших партнерів щодо військової допомоги, зокрема пропозицію Польщі передати Україні роту танків Leopard.
23 лютого 2023 року Сунак заявив, що Україна стане членом НАТО, а українських військових вже тренують за стандартами альянсу. За його словами, українських пілотів тренують за стандартами НАТО.
4 жовтня 2023 року голова уряду Британії під час зустрічі із Зеленським нагадав про вагомий внесок Британії в обороноздатність країни та закликав партнерів дати українцям «необхідне для того, щоб завершити роботу». Пан Сунак наголосив, що Британія стала першою країною, яка ухвалила рішення надати Україні танки та підштовхнула до такого рішення десятки інших країн, а потім так само сталося із навчанням українських пілотів на західних винищувачах.
12 січня 2024 року Ріші Сунак прибув з візитом до Києва. Перед візитом було анонсовано, що Велика Британія надасть Україні військову допомогу у розмірі 2,5 мільярди фунтів стерлінгів у 2024-2025.
Також, під час візиту голова уряду Британії та президент України Володимир Зеленський підписали історичну безпекову угоду. Таким чином, Сполучене королівство стало першою країною світу, яка підписала угоду про безпекову співпрацю з Україною. Угода формалізує військову і невійськову співпрацю Британії та України на підтримку безпеки України. Ця підтримка буде довгостроковою. Термін дії цієї угоди - 10 років.

### Відставка
5 липня 2024 року Ріші Сунак оголосив, що залишає посаду прем’єр-міністра Британії після поразки Консервативної партії на виборах 4 липня. Сунак вибачився перед виборцями, які "надіслали чіткий сигнал, що уряд має змінитися", також він подав у відставку з посади лідера Консервативної партії. 

## Особисте життя
Сунак є індуїстом і склав присягу депутата в Палаті громад на Бгаґавад-Ґіті.
У серпні 2009 року він одружився з Акшатою Мурті, донькою індійського мільярдера Н. Р. Нараяни Мурті, засновника технологічної компанії Infosys. Акшата Мурті є директором інвестиційної фірми свого батька Catamaran Ventures, вона володіє 0,91 % акцій компанії Infosys, яка в квітні 2022 року оцінювалася приблизно в 900 мільйонів доларів (746 мільйонів фунтів стерлінгів), що робить її однією з найбагатших жінок у Британії. Infosys продовжував працювати в Росії після вторгнення Росії в Україну в 2022 році, що призвело до критики Сунака та його родини. У квітні 2022 року компанія Infosys оголосила, що закриває свій російський офіс. Утім, у листопаді 2022 року в ефірі телеканалу Sky News на запитання ведучої щодо співпраці Infosys з російським Альфа-банком Ріші Сунак відповів, що не може відповідати за дружину.
Мурті також володіє акціями у двох ресторанних підприємствах Джеймі Олівера, Wendy's в Індії, Koro Kids і Digme Fitness.
Сунак і Мурті познайомилися під час навчання в Стенфордському університеті, у них є дві дочки: Крішна та Анушка (2016) Вони живуть у садибі Кірбі-Сігстон у селі Кірбі-Сігстон, поблизу Норталлертона, Північний Йоркшир. Також володіють стайнею в Кенсінгтоні в центрі Лондона, квартирою на Олд Бромптон-роуд у Лондоні та пентхаусом у Санта-Моніці, Каліфорнія.  Сунак — тітотейлер. Раніше був директором Східнолондонської наукової школи. Має лабрадора на ім'я Нова, захоплюється крикетом і кінними перегонами.

## Нагороди
- Орден Свободи (Україна, 12 січня 2024) — за визначні особисті заслуги у зміцненні українсько-британського міждержавного співробітництва, підтримку державного суверенітету та територіальної цілісності України[59]